# Сан Ђакомо (Болцано)
Сан Ђакомо је насеље у Италији у округу Болцано, региону Трентино-Јужни Тирол.
Према процени из 2011. у насељу је живело 3833 становника. Насеље се налази на надморској висини од 1441 м.